# Alethrikó
Alethrikó (grec moderne : Αλεθρικό) est un village de Chypre de plus de 1 101 habitants.